# Kubańsko-Czarnomorska Republika Radziecka

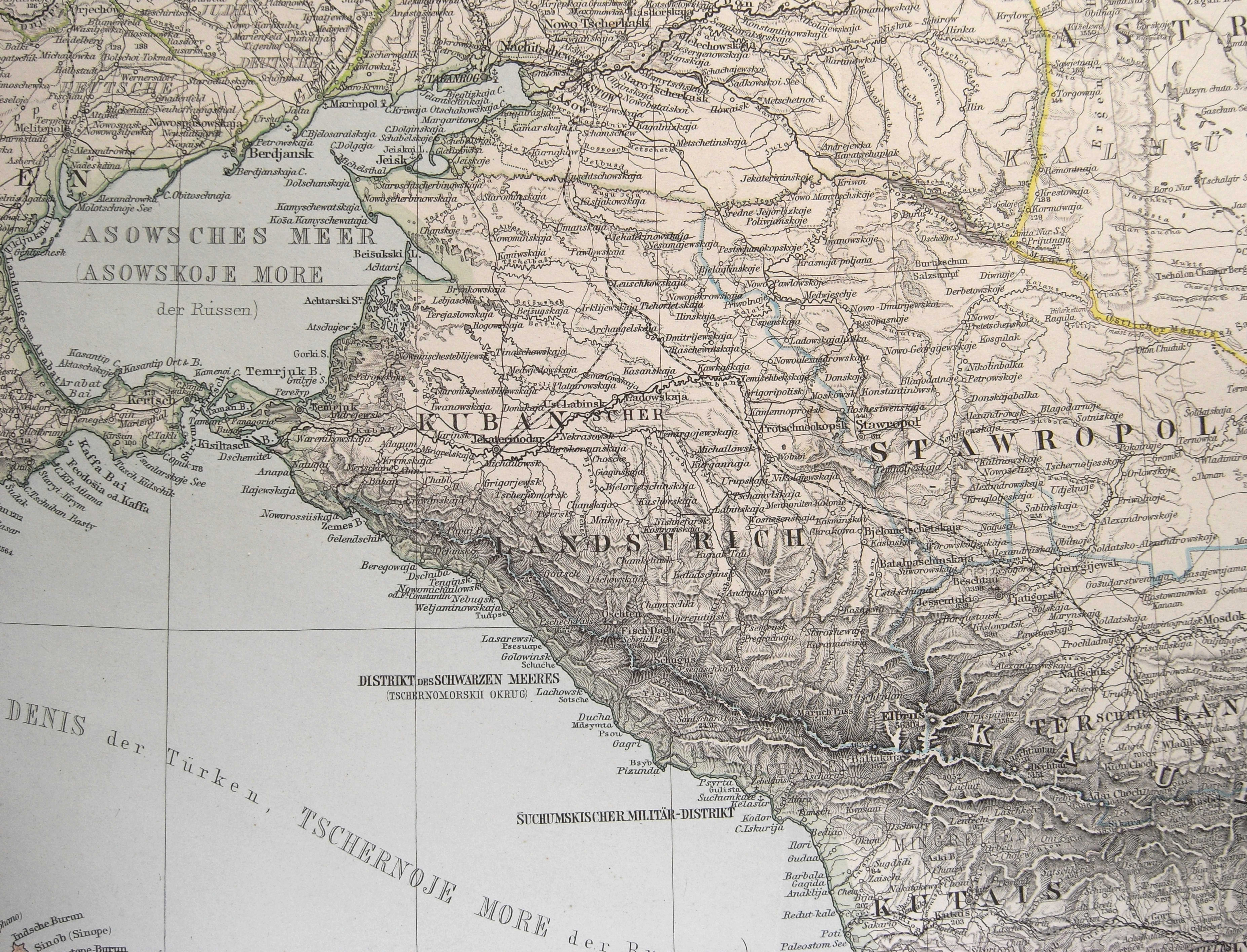
Kubańska-czarnomorska republika radziecka

Kubańsko-Czarnomorska Republika Radziecka – państwo radzieckie, wchodzące w skład Rosyjskiej Federacyjnej Socjalistycznej Republiki Radzieckiej, istniejące w 1918 na terenie Kubania.
Państwo istniało od 30 maja do 6 lipca 1918. Stolicą był Jekaterynodar, a przywódcą Awran Rubin. 6 lipca Republika została włączona w skład Północnokaukaskiej Republiki Radzieckiej.